# قره‌جالار (ساعتلی)
قره‌جالار (به لاتین: Qaracalar) یک منطقه مسکونی در جمهوری آذربایجان است که در شهرستان ساعتلی واقع شده‌است. قره‌جالار ۹۷۶ نفر جمعیت دارد.